# 富士フイルムシニアチャンピオンシップ
富士フイルムシニアチャンピオンシップは毎年11月に茨城県稲敷市の江戸崎カントリー倶楽部（2018年から）で開催されるPGAシニアツアーの大会。主催は富士フイルムホールディングスと傘下の富士フイルム、富士フイルムビジネスイノベーション。大会は3日間54ホールズで土曜日フィニッシュとなっている。2019年現在、賞金総額7000万円、優勝賞金1400万円。
過去には平川カントリークラブ（千葉県千葉市緑区）やザ・カントリークラブ・ジャパン（千葉県木更津市）で開催されていた。

## 歴代優勝者
| 回数   | 開催時期            | 優勝者                  | スコア | 備考                                         |
| ------ | ------------------- | ----------------------- | ------ | -------------------------------------------- |
| 第1回  | 2008年10月2日 - 4日 | 渡辺司                  | -14    |                                              |
| 第2回  | 2009年10月1日 - 3日 | 飯合肇                  | -5     | 雨の影響により最終日が中止。36ホールに短縮。 |
| 第3回  | 2010年11月4日 - 6日 | 芹澤信雄                | -10    |                                              |
| 第4回  | 2011年11月3日 - 5日 | デービッド・J・ラッセル | -11    |                                              |
| 第5回  | 2012年11月1日 - 3日 | 井戸木鴻樹              | -12    |                                              |
| 第6回  | 2013年11月7日 - 9日 | 奥田靖己                | -12    |                                              |
| 第7回  | 2014年11月6日 - 8日 | 室田淳                  | -14    |                                              |
| 第8回  | 2015年11月5日 - 7日 | 渡辺司                  | -12    |                                              |
| 第9回  | 2016年11月3日 - 5日 | 田村尚之                | -6     |                                              |
| 第10回 | 2017年11月2日 - 4日 | プラヤド・マークセン    | -11    |                                              |
| 第11回 | 2018年11月1日 - 3日 | バリー・レーン          | -10    |                                              |
| 第12回 | 2019年11月7日 - 9日 | タワン・ウィラチャン    | -16    |                                              |
| 第13回 | 2020年              | 中止。                  |        |                                              |

## テレビ放送
- 大会最終日の模様をTXN各局、及びCS放送のスカイA（ただし後日放送）[15]で放送されている。